# GAZ-31105 Wołga

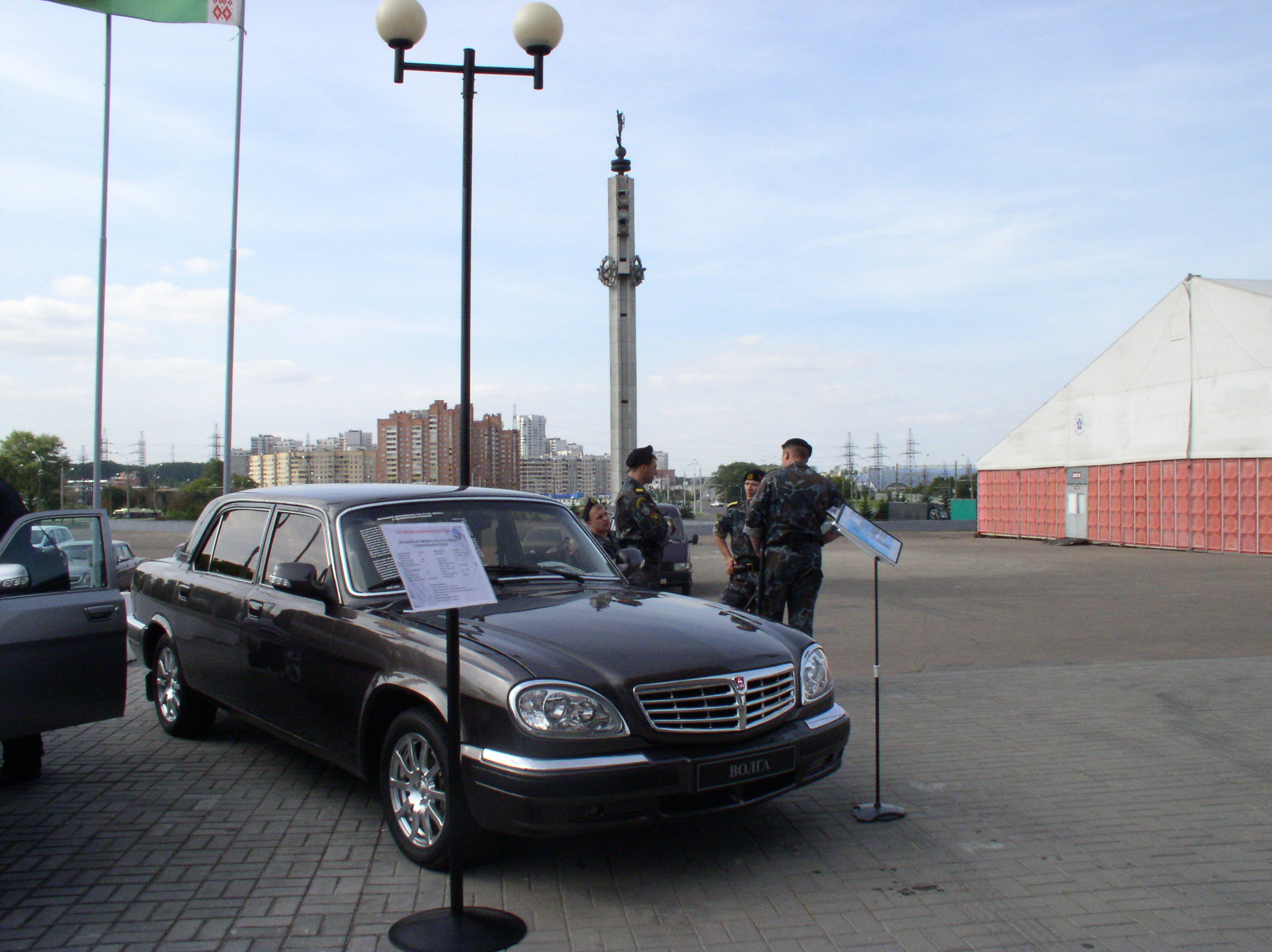
Wersja po face-liftingu

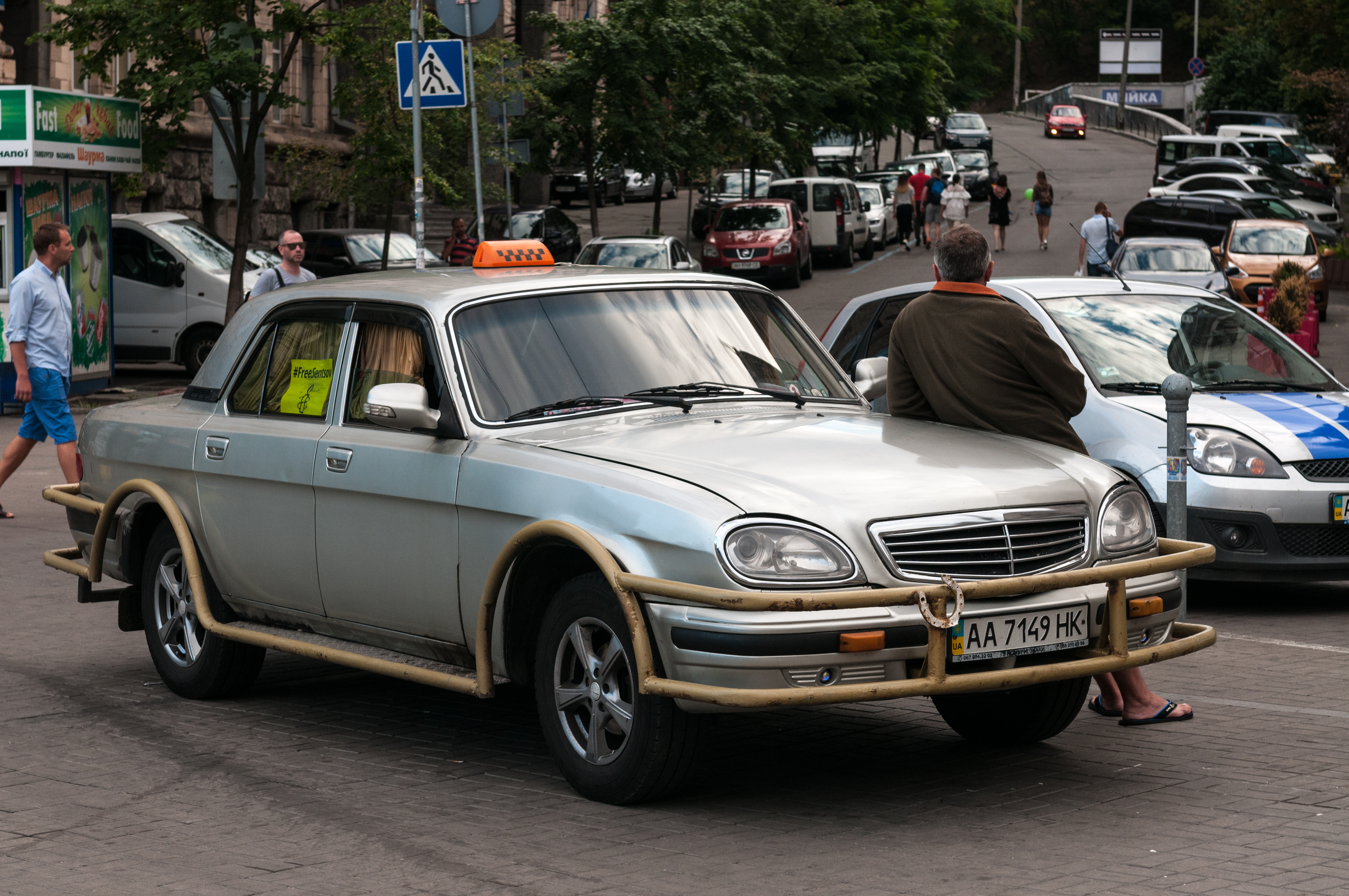

GAZ-31105 Wołga – samochód osobowy produkowany przez rosyjskie przedsiębiorstwo motoryzacyjne GAZ Wołga, wprowadzone na rynek w 2004 roku, w praktyce modernizacja poprzednika - GAZA-3110 Wołgi. W 2006 roku wprowadzono nowy silnik Chryslera 2.4 DOHC o mocy 123 KM. W 2007 roku auto przeszło face lifting.

## Dane techniczne (R4 2.3)

### Silnik
- R4 ZMZ-406 2,3 l (2287 cm³), 4 zawory na cylinder, DOHC
- Chłodzony cieczą, montowany wzdłużnie z przodu
- Średnica cylindra × skok tłoka: 92,00 mm × 86,00 mm
- Stopień sprężania: 9,3:1
- Moc maksymalna: 131 KM (96 kW) przy 5200 obr./min
- Maksymalny moment obrotowy: 188 N•m przy 4000 obr./min

### Osiągi
- Przyspieszenie 0-100 km/h: 13,5 s
- Prędkość maksymalna: 175 km/h (200 km/h z silnikiem Chryslera)
- Spalanie (90 km/h / 120 km/h / miasto) w l/100 km: 8,8 / 11,0 / 13,5

### Inne
- Przełożenie główne: 3,9:1
- Promień skrętu: 5,8 m
- Rozstaw kół przód / tył 1500 / 1444 mm
- Prześwit: 153 mm
- Opony: 195/65 R15